# Bomdila
Bomdila (en hindi: बोम्दिला ) es una localidad de la India, centro administrativo del distrito de Kameng occidental, estado de Arunachal Pradesh.

## Geografía
Se encuentra a una altitud de 2431 m s. n. m. a 234 km de la capital estatal, Itanagar, en la zona horaria UTC +5:30.

## Demografía
Según estimación 2010 contaba con una población de 7 629 habitantes.